# Бакалбаша, Ион
Ион Бакалбаша (рум. Ion Bacalbașa; 24 июля 1863 — 28 мая 1918) — румынский театральный деятель, критик, драматург, редактор.

## Биография
Литературный дебют состоялся в 1886 году. Редактировал румынские газеты «Борьба», «Сегодня», «Правда», «Вперёд», «Минерва», в которых выступал со статьями по вопросам театрального искусства и рецензиями на спектакли.
В 1911—1912 — генеральный директор Национального театра в Бухаресте. Содействовал подъёму румынского театра, вводил в его репертуар произведения румынских авторов, среди которых Ион Лука Караджиале, Богдан Петречейку Хашдэу, Василе Александри, Дуилиу Замфиреску и др.

## Творчество
Ион Бакалбаша — автор ряда драматических произведений, поставленных на сцене Национального театра, в их числе — «Умерший без свечи» (1895), «Ассан» (1899) и «Со службы» (1904), а также сатирического обозрения «Пардон», представления которого были запрещены.